# 吉莉·沙里尔
吉莉·沙里尔（希伯來語：‎，1999年11月22日—），以色列女子柔道运动员，主攻63公斤级，2020年夏季奥林匹克运动会混合团体铜牌得主、2022年世界柔道锦标赛混合团体铜牌得主。